# Money in the Bank 2013
Money in the Bank 2013 was een professioneel worstel-pay-per-viewevenement dat geproduceerd werd door de WWE. Dit evenement was de vierde editie van Money in the Bank en vond plaats in het Wells Fargo Center in Philadelphia (Pennsylvania) op 14 juli 2013.

## Achtergrond
Tijdens Payback, op 16 juni 2013, kondigde de WWE aan dat Rob Van Dam in dit evenement zijn rentree zal maken.

## Wedstrijden
| Nr.                                                                          | Match | Winnaar(s)                                         |
| ---------------------------------------------------------------------------- | --- | -------------------------------------------------- |
| PS                                                                           | The Shield (Seth Rollins & Roman Reigns) (c) vs. The Usos in een tag team match voor het WWE Tag Team Championship | The Shield (c)                                     |
| 1                                                                            | United States Champion Dean Ambrose vs. Damien Sandow vs. Fandango vs. Cody Rhodes vs. Jack Swagger vs. Wade Barett vs. Antonio Cesaro in een Money in the Bank Ladder Match voor een World Heavyweight Championship-wedstrijd | Damien Sandow                                      |
| 2                                                                            | Curtis Axel (c) vs. The Miz in een een-op-eenmatch voor het WWE Intercontinental Championship | Curtis Axel (c)                                    |
| 3                                                                            | AJ Lee (c) vs. Kaitlyn in een een-op-eenmatch voor het WWE Divas Championship | AJ Lee (c)                                         |
| 4                                                                            | Chris Jericho vs. Ryback in een een-op-eenmatch | Ryback                                             |
| 5                                                                            | Alberto Del Rio (c) vs. Dolph Ziggler in een een-op-eenmatch voor het World Heavyweight Championship | Alberto Del Rio (c); diskwalificatie Dolph Ziggler |
| 6                                                                            | John Cena (c) vs. Mark Henry in een een-op-eenmatch voor het WWE Championship | John Cena (c)                                      |
| 7                                                                            | CM Punk vs. Rob Van Dam vs. Daniel Bryan vs. Randy Orton vs. Christian vs. Sheamus in een Money in the Bank Ladder Match voor een WWE Championship-wedstrijd                                                                   | Randy Orton                                        |
| (c) huidige kampioen voor en na de match \| (nc) nieuwe kampioen na de match | |                                                    |